# Джим Кемпбелл (хокеїст)
Джим Кемпбелл (англ. James Tower Campbell, нар. 3 квітня 1973, Вустер) — американський хокеїст, що грав на позиції крайнього нападника. Грав за збірну команду США.

## Ігрова кар'єра
Хокейну кар'єру розпочав 1991 року.
1991 року був обраний на драфті НХЛ під 28-м загальним номером командою «Монреаль Канадієнс».
Протягом професійної клубної ігрової кар'єри, що тривала 15 років, захищав кольори команд «Анагайм Дакс», «Сент-Луїс Блюз», «Монреаль Канадієнс», «Чикаго Блекгокс», «Флорида Пантерс», «Тампа-Бей Лайтнінг», «Нафтохімік», «Базель» та «Фісп».
Загалом провів 299 матчів у НХЛ, включаючи 14 ігор плей-оф Кубка Стенлі.
Був гравцем молодіжної збірної США, у складі якої взяв участь у 14 іграх. Виступав за дорослу збірну США, на головних турнірах світового хокею провів 21 гру в її складі.

## Статистика

### Клубні виступи
| Сезон        | Клуб                      | Ліга         | Регулярний сезон | Регулярний сезон | Регулярний сезон | Регулярний сезон | Регулярний сезон | Плей-оф | Плей-оф | Плей-оф | Плей-оф | Плей-оф |
| Сезон        | Клуб                      | Ліга         | І                | Г                | П                | О                | ШХ               | І       | Г       | П       | О       | ШХ      |
| ------------ | ------------------------- | ------------ | ---------------- | ---------------- | ---------------- | ---------------- | ---------------- | ------- | ------- | ------- | ------- | ------- |
| 1991–92      | «Галл Олімпікс»           | ГЮХЛК        | 64               | 41               | 44               | 85               | 51               | —       | —       | —       | —       | —       |
| 1992–93      | «Галл Олімпікс»           | ГЮХЛК        | 50               | 42               | 29               | 71               | 66               | —       | —       | —       | —       | —       |
| 1993–94      | «Фредеріктон Кенедіенс»   | АХЛ          | 19               | 6                | 17               | 23               | 6                | —       | —       | —       | —       | —       |
| 1994–95      | «Фредеріктон Кенедіенс»   | АХЛ          | 77               | 27               | 24               | 51               | 103              | 12      | 0       | 7       | 7       | 8       |
| 1995–96      | «Фредеріктон Кенедіенс»   | АХЛ          | 44               | 28               | 23               | 51               | 24               | —       | —       | —       | —       | —       |
| 1995–96      | «Балтимор Бендітс»        | АХЛ          | 16               | 13               | 7                | 20               | 8                | 12      | 7       | 5       | 12      | 10      |
| 1995–96      | «Анагайм Дакс»            | НХЛ          | 16               | 2                | 3                | 5                | 36               | —       | —       | —       | —       | —       |
| 1996–97      | «Сент-Луїс Блюз»          | НХЛ          | 68               | 23               | 20               | 43               | 68               | 4       | 1       | 0       | 1       | 6       |
| 1997–98      | «Сент-Луїс Блюз»          | НХЛ          | 76               | 22               | 19               | 41               | 55               | 10      | 7       | 3       | 10      | 12      |
| 1998–99      | «Сент-Луїс Блюз»          | НХЛ          | 55               | 4                | 21               | 25               | 41               | —       | —       | —       | —       | —       |
| 1999–00      | «Ворчестер АйсКетс»       | АХЛ          | 66               | 31               | 34               | 65               | 88               | 9       | 1       | 2       | 3       | 6       |
| 1999–00      | «Манітоба Муз»            | МХЛ          | 10               | 1                | 3                | 4                | 10               | —       | —       | —       | —       | —       |
| 1999–00      | «Сент-Луїс Блюз»          | НХЛ          | 2                | 0                | 0                | 0                | 9                | —       | —       | —       | —       | —       |
| 2000–01      | «Квебек Цитадельс»        | АХЛ          | 3                | 5                | 0                | 5                | 6                | —       | —       | —       | —       | —       |
| 2000–01      | «Монреаль Канадієнс»      | НХЛ          | 57               | 9                | 11               | 20               | 53               | —       | —       | —       | —       | —       |
| 2001–02      | «Норфолк Адміралс»        | АХЛ          | 44               | 11               | 14               | 25               | 66               | 4       | 3       | 1       | 4       | 2       |
| 2001–02      | «Чикаго Блекгокс»         | НХЛ          | 9                | 1                | 1                | 2                | 4                | —       | —       | —       | —       | —       |
| 2002–03      | «Сан-Антоніо Ремпейдж»    | АХЛ          | 64               | 16               | 37               | 53               | 55               | 1       | 0       | 0       | 0       | 0       |
| 2002–03      | «Флорида Пантерс»         | НХЛ          | 1                | 0                | 0                | 0                | 0                | —       | —       | —       | —       | —       |
| 2003–04      | «Чикаго Вулвс»            | АХЛ          | 41               | 10               | 13               | 23               | 41               | —       | —       | —       | —       | —       |
| 2003–04      | «Нафтохімік»              | Росія        | 2                | 0                | 0                | 0                | 2                | —       | —       | —       | —       | —       |
| 2004–05      | «Бриджпорт Саунд Тайгерс» | АХЛ          | 46               | 8                | 12               | 20               | 64               | —       | —       | —       | —       | —       |
| 2004–05      | «Спрингфілд Фалконс»      | АХЛ          | 13               | 2                | 5                | 7                | 8                | —       | —       | —       | —       | —       |
| 2005–06      | «Спрингфілд Фалконс»      | АХЛ          | 32               | 12               | 12               | 24               | 24               | —       | —       | —       | —       | —       |
| 2005–06      | «Тампа-Бей Лайтнінг»      | НХЛ          | 1                | 0                | 0                | 0                | 2                | —       | —       | —       | —       | —       |
| 2005–06      | «Філадельфія Фентомс»     | АХЛ          | 35               | 12               | 17               | 29               | 46               | —       | —       | —       | —       | —       |
| 2006–07      | «Базель»                  | НЛА          | 8                | 2                | 3                | 5                | 12               | —       | —       | —       | —       | —       |
| 2006–07      | «Фісп»                    | НЛБ          | 16               | 8                | 14               | 22               | 46               | —       | —       | —       | —       | —       |
| Усього в НХЛ | Усього в НХЛ              | Усього в НХЛ | 285              | 61               | 75               | 136              | 268              | 14      | 8       | 3       | 11      | 18      |

### Збірна
| Рік                | Команда            | Турнір             | Місце              | І  | Г | П | О  | ШХ |
| ------------------ | ------------------ | ------------------ | ------------------ | -- | - | - | -- | -- |
| 1992               | США                | МЧС                | 3                  | 7  | 2 | 4 | 6  | 4  |
| 1993               | США                | МЧС                | 4-е                | 7  | 5 | 2 | 7  | 2  |
| 1994               | США                | ОІ                 | 8-е                | 8  | 0 | 0 | 0  | 6  |
| 1997               | США                | ЧС                 | 6-е                | 4  | 0 | 0 | 0  | 2  |
| 2001               | США                | ЧС                 | 4-е                | 9  | 2 | 2 | 4  | 12 |
| Молодіжна збірна   | Молодіжна збірна   | Молодіжна збірна   | Молодіжна збірна   | 14 | 7 | 6 | 13 | 6  |
| Національна збірна | Національна збірна | Національна збірна | Національна збірна | 21 | 2 | 2 | 4  | 20 |

### Відзнаки
Джерело:
| Сезон   | Нагорода           | Ліга |
| ------- | ------------------ | ---- |
| 1995-96 | Гравець тижня      | АХЛ  |
| 1996-97 | Новобранець місяця | НХЛ  |

### Зіркові та культові виступи в клубах
Джерело:
- Фісп
- Northwood School Prep
- Hull Olympiques[en]